# Közöny (érzelem)
A közöny érzelem, érzés, érdeklődés vagy törődés hiánya. A közöny egyfajta indifferens állapot, vagy az olyan érzelmek elnyomása, mint például a törődés, izgatottság és motiváció és/vagy szenvedély. Egy közönyös egyén nem érdeklődik és nemtörődöm módon viszonyul a világ érzelmi, közösségi, spirituális, filozófiai vagy fizikai dimenziói felé.
Egy közönyös embernek hiányozhat az életéből az értelem.[forrás?] Egy közönyös ember úgyszintén híján lehet az érzékenységnek és az érzelmeknek.[forrás?] A pozitív pszichológiában a közöny az egyén képességének hiányát jelzi, amelyet egy kihívással való szembesülése okoz ("Flow"). Annak az eredménye is lehet, hogy az egyén egyáltalán nem néz szembe kihívással (vagyis a kihívás nem releváns számára, vagy ezzel ellentétben tanult tehetetlenség állapotában van az illető). A közöny jele lehet különféle mentális problémáknak, például a skizofréniának vagy demenciának. Mindezzel együtt, a közöny olyan érzelem, amellyel valamilyen mértékig minden ember szembe néz. Természetes eredménye a kiábrándulásnak, szomorúságnak és stressznek. Mint válasz, a közöny egy módja annak, hogy elfelejtsük ezeket a negatív érzelmeket. Ez a fajta általános közöny általában csak rövid ideig érezhető, és ha hosszú távú vagy élethosszig tartó állapotba lép, akkor valószínűleg mélyebb közösségi és pszichológiai problémák is jelen vannak.

## Történelem
A keresztények hagyományosan hibáztatták a közönyt, mivel az hibát jelent Isten és az ő művének imádata terén. Ebben az értelmezésében a közönyre úgy is utalnak mint restségre ami a hét főbűn között felsorolásra is kerül. Clemens Alexandrinus arra használta a kifejezést, hogy olyan filozófusokat vonzzon a kereszténységhez, akik az erény után epekedtek.
A közöny modern fogalma az első világháború után vált köztudottá, a háború utóhatása miatt. Azok a katonák, akik átélték a kereszttüzeket és bombázásokat, akik látták a csatatereket telve halott testekkel és sebesült katonákkal, egyfajta lekapcsolt érzéketlenséget fejlesztettek ki a társas interakcióikban, miután visszatértek a csatatérről.

## Fordítás
- Ez a szócikk részben vagy egészben  az   Apathy című angol Wikipédia-szócikk ezen változatának fordításán alapul.  Az eredeti cikk szerkesztőit annak laptörténete sorolja fel. Ez a jelzés csupán a megfogalmazás eredetét és a szerzői jogokat jelzi, nem szolgál a cikkben szereplő információk forrásmegjelöléseként.